# Caixa de Amortização

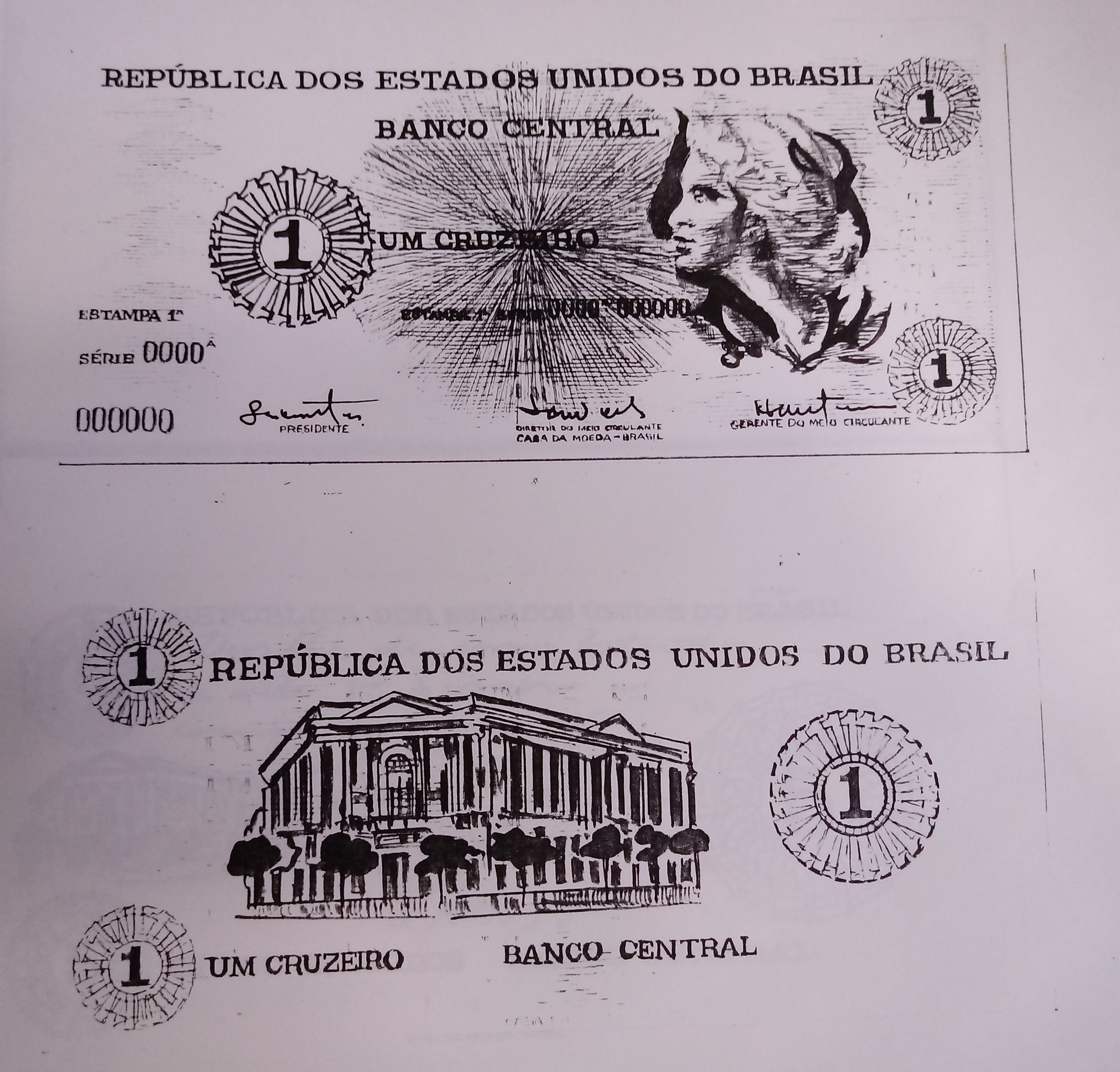
Edifício da Caixa de Amortização no projeto de uma das cédulas para o concurso do padrão Cruzeiro, desenhada por Alexandre Wollner, em 1966.

A Caixa de Amortização foi uma instituição do governo do Brasil com as competências legais de emitir cédulas, administrar a dívida interna fundada e emitir apólices de pagamento de juros da dívida.

## História
Foi criada através da Lei Imperial de 15 de novembro de 1827, com a função de administrar a dívida interna fundada, emitindo apólices de pagamento de juros da dívida. Foi regulamentada pelo Decreto de 8 de outubro de 1828. Pela decisão de 30 de dezembro de 1830, criou-se uma filial desta Caixa na Província da Bahia.

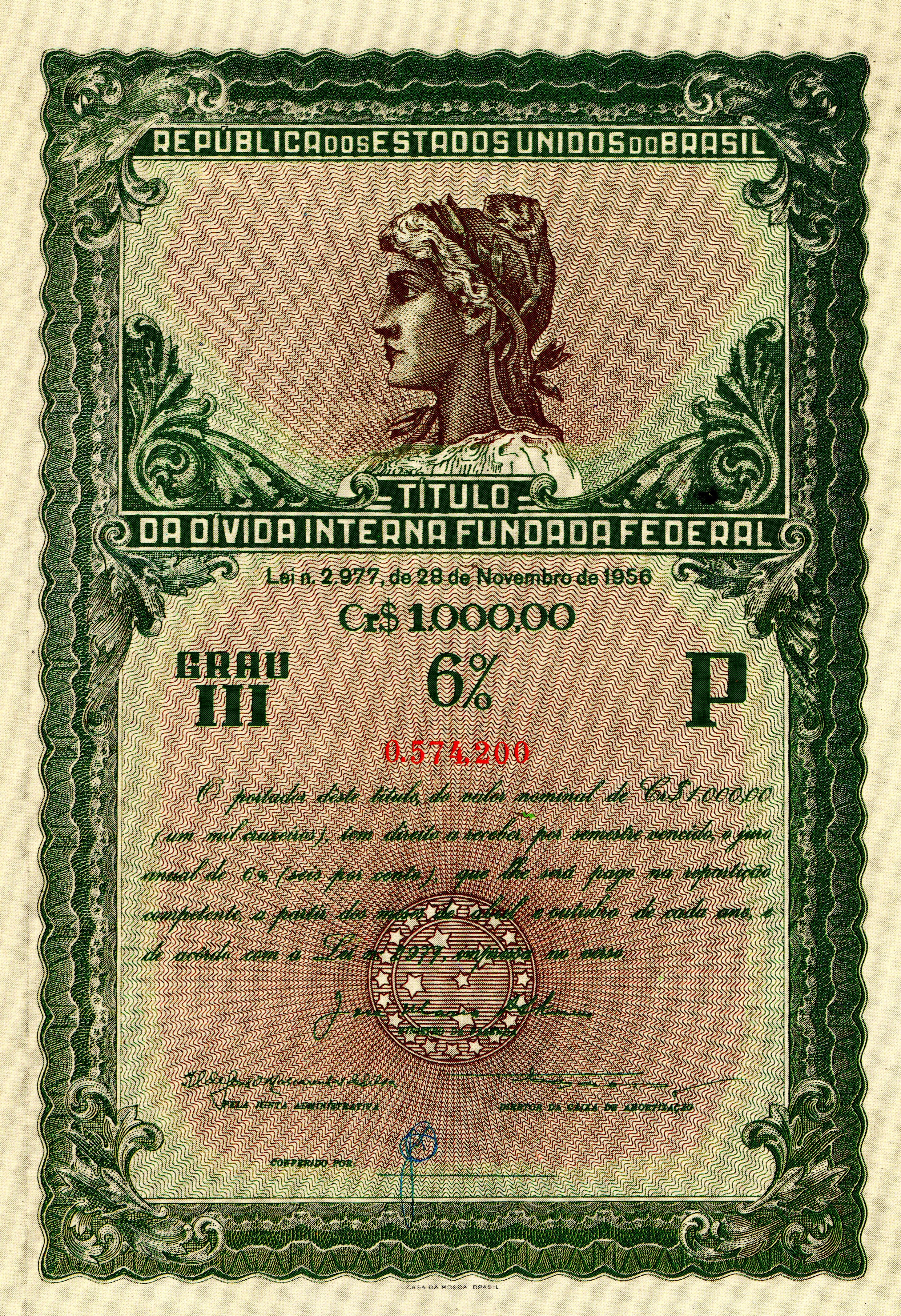
Título da dívida interna fundada emitido na década de 1950.

Era administrada por uma junta presidida pelo Ministro da Fazenda. Sua direção executiva cabia a um Inspetor Geral, transformado em Diretor na década de 1920. Eram suas finalidades a emissão, a amortização, o resgate e a substituição de apólices da dívida pública e o pagamento de seus juros. A partir de 1836, passou a ser responsável também pelo meio circulante, emitindo, trocando, resgatando e substituindo o papel-moeda brasileiro.
Legislações posteriores adequaram, regulamentaram e ampliaram as suas funções como os Decretos nºs 9 370, de 14 de fevereiro de 1885 e 35 912, de 28 de julho de 1954.
Com a criação do Banco Central do Brasil, em 1965, suas funções foram repassadas para aquele órgão, como manda os arts. 4º e 10 do Decreto-Lei nº 263, de 28 de fevereiro de 1967.

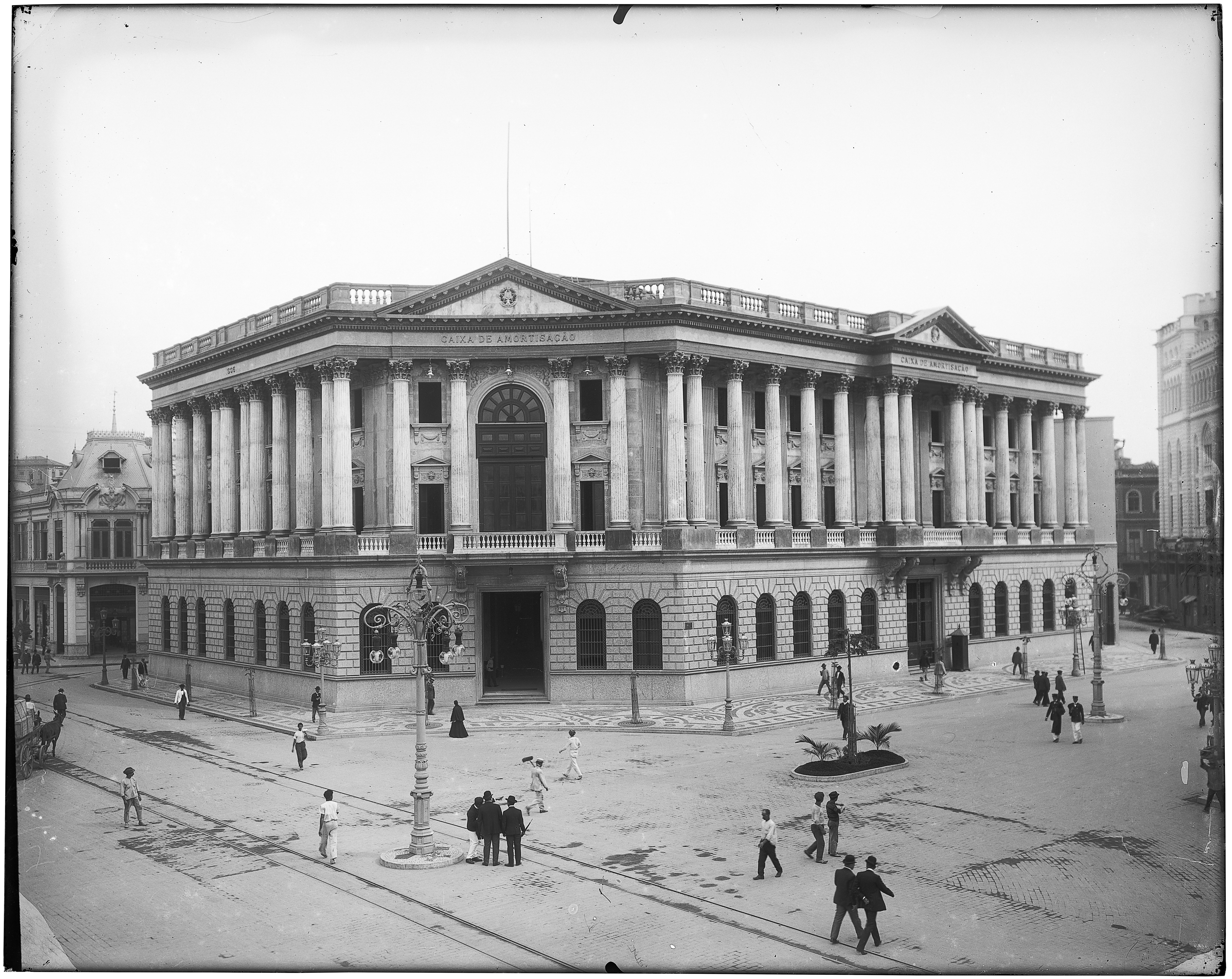
Prédio da Caixa de Amortização entre 1906 e 1912.

A Caixa de Amortização foi definitivamente extinta com o Decreto nº 61 962, de 22 de dezembro de 1967.
O prédio, situado na Avenida Rio Branco nº 30, no centro do Rio de Janeiro, foi inaugurado em 14 de fevereiro de 1906 pelo presidente da República Rodrigues Alves. Foi tombado pelo Patrimônio Histórico em 1973 (inscrição 506, fls. 92, livro do tombo nº 3) por proposta do Conselheiro Afonso Arinos. O edifício que é centenário foi inspirado na sua fachada leste do Museu do Louvre, projeto de Claude Perrault do século XVII, trazendo linhas nitidamente neoclássicas. O prédio serviu sucessivamente a Caixa de Conversão (1906-1913), a Caixa de Estabilização (1926-1930), foi sede provisória do Ministério da Fazenda (1934-1943), abrigando inclusive o gabinete do Ministro e desde de a década de 60, ao Banco Central do Brasil. Desde a extinção da Caixa de Amortização, ocupa o prédio a Gerência do Meio Circulante - MECIR.

### Lista de inspetores e diretores da Caixa de Amortização
| Nº                | Nome                                                     | Imagem | Início | Fim  |
| Inspetores-Gerais |                                                          |        |        |      |
| 1                 | Francisco Cordeiro da Silva Torres Visconde de Jerumirim |        | 1827   | 1846 |
| 2                 | Bernardo José da Gama Visconde de Goiana                 |        | 1847   | 1849 |
| 3                 | Joaquim Francisco Vianna                                 |        | 1849   | 1850 |
| 4                 | José Francisco de Mesquita Visconde de Bonfim (interino) |        | 1850   | 1857 |
| 5                 | Herculano Ferreira Penna                                 |        | 1857   | 1857 |
| 6                 | Luís Pedreira do Couto Ferraz Visconde de Bom Retiro     |        | 1858   | 1859 |
| 7                 | José Francisco de Mesquita Visconde de Bonfim (interino) |        | 1859   | 1867 |
| 8                 | Luís Pedreira do Couto Ferraz Visconde de Bom Retiro     |        | 1867   | 1877 |
| 9                 | Duarte Pereira da Ponte Ribeiro (interino)               |        | 1878   | 1879 |
| 9                 | Duarte Pereira da Ponte Ribeiro                          | 1879   | 1884   |      |
| 10                | João José do Rosário Barão de Rosário                    |        | 1885   | 1886 |
| 11                | Miguel Archanjo Galvão                                   |        | 1887   | 1896 |
| 12                | Manoel Cândido de Leão (interino)                        |        | 1896   | 1897 |
| 13                | Sebastião José da Rocha Pereira Mariz Sarmento           |        | 1897   | 1900 |
| 14                | Manoel Alves da Silva                                    |        | 1901   | 1905 |
| 15                | Manoel Cândido de Leão                                   |        | 1905   | 1917 |
| 16                | Francisco das Chagas Galvão                              |        | 1917   | 1921 |
| Diretores         |                                                          |        |        |      |
| 17                | Luiz Vossio Brigido                                      |        | 1922   | 1922 |
| 18                | Carlos Cláudio da Silva                                  |        | 1923   | 1928 |
| 19                | Augusto Henrique Corrêa de Sá                            |        | 1928   | 1930 |
| 20                | Francisco de Carvalho Soares Brandão Filho               |        | 1930   | 1934 |
| 21                | Augusto Henrique Corrêa de Sá                            |        | 1934   | 1935 |
| 22                | Gladstone Rodrigues Flores                               |        | 1946   | 1945 |
| 23                | João Antero de Mattos                                    |        | 1946   | 1951 |
| 24                | Claudionor de Souza Lemos                                |        | 1951   | 1958 |
| 25                | Alfonso Almiro Ribeiro da Costa Júnior                   |        | 1958   | 1959 |
| 26                | Carlos Augusto Carrilho                                  |        | 1960   | 1961 |
| 27                | Reinaldo Fernandes Nunes                                 |        | 1961   | 1964 |
| 28                | Sérgio Augusto Ribeiro                                   |        | 1964   | 1967 |